# Smykkesten
Smykkesten (juveler, ædelsten, ægte og uægte sten) er et stykke mineral, som er slebet i forskellige former: runde, ovale, med facetter osv. til anvendelse som smykker. 
De fleste smykkesten er hårde, mens bløde materialer anvendes på grund af deres farver og æstetiske værdi som rav.
Af ca. 3.800 beskrevne mineraler er færre end 100 klassificeret som smykkesten.

## Værdisætning
Værdien af ædelsten vurderes ud fra de fire c'er (engelsk):
- carat (vægt)
- clarity (renhed)
- colour (farve)
- cut (slibning)

## Oversigt (smykkesten)
Populære sten og deres oprindelse

### Ægte

#### Baseret på grundstoffer
- Diamant; formel C
  - Brillant (slibning)

#### Baseret på oxider
Korund (aluminiumoxid krystal, (Al2O3)).
- Rubin (rødlig på grund af mindre kromindhold).
- Safir (ikke-rød på grund af  mindre jern- eller titanindhold).

#### Baseret på cyklosilikater
Beryllium aluminum meta-silikat  (Be3Al2(SiO3)6).
- Smaragd (grønlig på grund af mindre kromindhold).

#### Baseret på nesosilikater
- Topas

### Uægte

#### Baseret på karbonater
- Malakit; Cu2(CO3)(OH)2
- Azurit; Cu3(CO3)2(OH)2

#### Baseret på silikater
Silikat  (SixOy), et eller flere metaller og muligvis brint.
Det meste af jordskorpen består af silikat.

#### Baseret på tektosilikater
Kvarts (SiO2).
- Ametyst (violet – lilla på grund af mindre jernindhold).
- Citrin (gullig, ravfarve på grund af mindre jernindhold).
- Rosakvarts (rosa på grund af mindre jern- og titanindhold).
- Opal (amorf SiO2 + nH2O)
- Agat (tynde lag af chalcedon) (Sardonyx...)
- Karneol mikrokrystallin

Tugtupit – Na4AlBeSi4O12Cl. 

#### Baseret på cyklosilikater
- Beryllium aluminium meta-silikat. ( Be3Al2(SiO3)6).
  - Akvamarin (blålig pga. lidt jern).
- Turmalin

#### Baseret på nesosilikater
- Granat

Silikat med zirconium ( ZrSiO4).
- Zircon

Silikatkrystal af ((Mg,Fe)2SiO4).
- Olivin var. peridot

#### Baseret på oxider
- Chrysoberyl; BeAl2O4
- Kubisk zirkonia; ZrO2
- Spinel, krystal af MgAl2O4

#### Fosfater
- Turkis; CuAl6(PO4)4(OH)8•5H2O

## Trivia
Udtrykket "halvædelsten" anvendes ikke længere. Ædelsten er de ægte stene (diamanter, rubiner, safirer, topaser og smaragder). Uægte sten er opaler og chrysoberyl samt de organiske perler. 
Mange smykkesten kan fremstilles syntetisk. Deres udseende og egenskaber er som ved de ægte sten fundet i naturen, men detaljer kan afsløre de syntetiske. Similistene af glas, plast eller porcelæn er helt kunstige og meget billige. Deres fysiske egenskaber afslører dem let. Mere komplicerede efterligninger er dubletter eller tripletter, hvor lag af forskellige materialer er klæbet sammen for at illudere større og finere smykkesten.  
Som oftest kendes de ædle stene på deres hårdhed, hvor diamanten er den hårdeste med ti  på Mohs' skala.